# 锈毛西南花楸
锈毛西南花楸（学名：Sorbus rehderiana var. cupreonitens）为蔷薇科花楸属下的一个变种。

## 扩展阅读
- 維基物種上的相關：锈毛西南花楸